# 阿尔杰拉托
阿尔杰拉托是意大利艾米利亚-罗马涅大区博洛尼亚省的一个镇，面积为35平方公里，平均海拔35米，人口9463人（2008年）。